# Dina Kürten
Dina Maria Kürten (* 1976) ist eine deutsche Synchronsprecherin.

## Leben
Dina Kürten ist die jüngere von zwei Töchtern des Sportjournalisten Dieter Kürten. Seit 2003 ist sie als freie Sprecherin tätig. Bekannt wurde sie für ihre Sprechrolle der Königin Elsa in Die Eiskönigin – Völlig unverfroren von 2013. Sie lieh bereits in mehr als 300 Rollen ihre Stimme.

## Synchronarbeiten (Auswahl)
- seit 2004: World of Warcraft als Sylvanas Windläufer
- 2005: Mélanie Doutey in Tortur d’amour – Auf immer und ledig als Cécile
- 2006: Delphine Forest in Der stille Don als Aksinija
- 2007: Maria Elena Swett in Mirageman Kicks Ass als Carol Valdivieso
- 2008: Erica Cox in Bitten in the Twilight als Danika
- 2008: Anna Friel in Báthory – Die Blutgräfin als Elizabeth Báthory
- 2008: Charlotte Ross in Ring of Death als Mary Wyatt
- 2009: Jenson Goins in The Joneses als Ami
- 2010: Emily Blunt in Boudica als Isolda
- 2010: Emma Caulfield in Removal – Einfach aufgewischt! als Jennifer
- 2010: Tina Benko in Company K – Krieg ist kein Abenteuer als Hope
- 2010: Kata Dobó in Children of Glory als Viki Falk
- 2010: Mel Harris in Purple Heart – Wer ist der wahre Feind? als Dr. Harrison
- 2010: Laura Leighton in The Burrowers – Das Böse unter der Erde als Gertrude Spacks
- 2010: Jordan Madley in Unrivaled – King of the Cage als Kara
- 2010: Beatrice Rosen in Der Allergrößte bin ich als Liza
- 2010: Laura Ashley Samuels in The Final als Kelli
- 2010: Anastasiya Slanevskaya in Paragraph 78 – Das Spiel des Todes als Lisa
- 2010: Steph Song in Paradox als Leonore
- 2010: Shannyn Sossamon in The Heavy – Der letzte Job als Claire
- 2011: Irina Cashchina in The Way – Der Weg der Drachen als Nastya
- 2011: Carla Dugino in I Melt With You als Officer Boyde
- 2011: Scarlett Alice Johnson in Panic Button als Jo
- 2011: Ekaterina Klimova in Antikiller 3 als Katya
- 2011: Neve McIntosh in Salvage als Beth
- 2011: Rhona Mitra in Separation City als Katrien Becker
- 2011: Sofia Pernas in Underground – Tödliche Bestien als Mira
- 2011: Maria Salomaa in Iris – Die abenteuerliche Reise ins Glück als Ester
- 2012: Amanda Hale in Ripper Street als Emily Reid
- 2012: Rebecca Grant in Sorority Party Massacre als Veronica
- 2013: Lisa LoCicero in Das verschollene Medaillon – Die Abenteuer von Billie Stone als Kale'a Stone
- 2013: Kô Shibasaki in 47 Ronin als Mika
- 2013: Jessica Raine in Ein Abenteuer in Raum und Zeit als Verity Lambert
- 2013: Jenna Rosenow in Mako – Einfach Meerjungfrau als Aquata
- 2013: Jennifer Hudson in Mister & Pete gegen den Rest der Welt als Gloria
- 2013: Idina Menzel in Die Eiskönigin – Völlig unverfroren als Elsa (Sprache)
- 2015: Plastic Memories (Anime) als Isla
- 2015: Die Eiskönigin – Party-Fieber als Elsa
- 2015: Georgina Haig in Once Upon a Time – Es war einmal … als Elsa
- 2016: Lena Headey in Kingsglaive: Final Fantasy XV als Lunafreya Nox Fleuret
- 2016: Final Fantasy XV (Videospiel) als Lunafreya Nox Fleuret
- 2016: Skylanders Academy als Hex
- 2017: Idina Menzel in Die Eiskönigin – Olaf taut auf als Elsa (Sprache)
- 2017: Sofia Espinosa in Coco – Lebendiger als das Leben! als Mama
- 2018: Idina Menzel in Chaos im Netz als Elsa
- 2019: Idina Menzel in Die Eiskönigin II als Elsa (Sprache)
- 2019: Aleksa Palladino in The Irishman als Mary Sheeran
- 2020: Danielle Macdonald in Verrückt nach Figaro als Millie Cantwell
- 2020, 2021: Navy CIS für Katie Leclerc als Diana Murphy und für Jennifer Baxter als Sienna Michaels
- 2022: Danielle Macdonald in The Tourist – Duell im Outback als Helen Chambers